# Robert Florey
Robert Florey, född 14 september 1900 i Paris, död 16 maj 1979 i Santa Monica, Kalifornien, var en fransk-amerikansk  expressionistisk regissör, manusförfattare och skådespelare. 

## Biografi
Florey flyttade till Hollywood 1921. Han regidebuterade 1926 och började göra experimentella filmer. Några år senare gjorde han avant-garde  kortfilmerna  The Life and Death of 9413--a Hollywood Extra (1928) där han samarbetade med Slavko Vorkapich och Skyscraper Symphony (1929). Han regisserade efter det den första Bröderna Marx-filmen Miljonärernas paradis (1929). 
Florey skulle egentligen ha regisserat Frankenstein (1931), men James Whale tog över. Även om delar av hans manus användes i filmen står han inte med som manusförfattare. Istället fick han göra Paris mysterier (1932) med Bela Lugosi, som inte uppnått samma kultstatus  men är full av expressionistisk ljussättning och udda kamravinklar.
Under 30-talet gjorde han flera lågbudgetfilmer som på många sätt var föregångare till film noir genren:  The Florentine Dagger  (1935),  Preview Murder Mystery  (1936),  Hollywood Boulevard (1936),  King of Gamblers  (1937) och  Dangerous to Know (1938) som alla präglades av expressionistiska effekter, cynisk ton och högt tempo.
Han fortsatte under 40-talet med skickligt iscensatta b-filmer som The Face Behind the Mask (1941),  The Beast with Five Fingers (1946) (båda med Peter Lorre),  De förrymdas legion (1948) med Dick Powell och Vincent Price  och   The Crooked Way (1949). Florey samarbetade även med Charlie Chaplin under inspelningen av  Monsieur Verdoux  (1947) och regisserade Tarzan och kvinnan från havet (1948) i Mexiko med Johnny Weissmuller i huvudrollen. 
Under 50-talet var han en av de första etablerade regissörerna som började arbeta för TV. Han gjorde bland annat avsnitt av The Outer Limits, Alfred Hitchcock presenterar och The Twilight Zone.
Han var en entusiast som älskade film, men även en flitig författare och skrev böcker om Charlie Chaplin (1927) och Pola Negri (1927). Men även om amerikansk film Hollywood d'hier et d'aujord'hui (1948). Några andra titlar är La Lanterne magique (1966), and Hollywood annee zero (1972).